# Philasterides dicentrarchi
Philasterides dicentrarchi ist ein mariner Einzeller, der erstmals 1995 identifiziert wurde, als dieses parasitische Wimpertierchen aus infiziertem, in Frankreich gezüchteten Europäischen Wolfsbarsch (Dicentrarchus labrax) isoliert wurde.
Die zur Wimpertierchen-Gruppe Scuticociliatia gehörende Art (Spezies) wurde auch als Erreger bei verschiedenen Ausbrüchen von Scuticociliose (englisch scuticociliatosis) identifiziert, wie sie zwischen Sommer 1999 und Frühjahr 2000 im Atlantik (Galicien, Nordwestspanien) bei dort gezüchtetem Steinbutt (Scophthalmus maximus, englisch turbot) auftraten.
Inzwischen wurden weitere Infektionen durch diese Spezies beim Steinbutt beobachtet, sowohl in offenen Zuchtanlagen als auch in geschlossenen Kreislaufsystemen.
Darüber hinaus wurde berichtet, dass das Wimpertierchen auch bei anderen Plattfischen Infektionen hervorruft, beispielsweise bei der Japanischen Flunder (Paralichthys olivaceus, engl. olive flounder) in Korea und der Feinflunder (Paralichthys adspersus, engl. fine flounder) in Peru sowie beim Großen und Kleinen Fetzenfisch (Phycodurus eques respektive Phyllopteryx taeniolatus oder Seedrache), den Seepferdchenarten Hippocampus kuda und H. abdominalis (Dickbauchseepferdchen), und mehreren Haiarten auch in anderen Teilen der Welt.

## Biologie und Pathologie

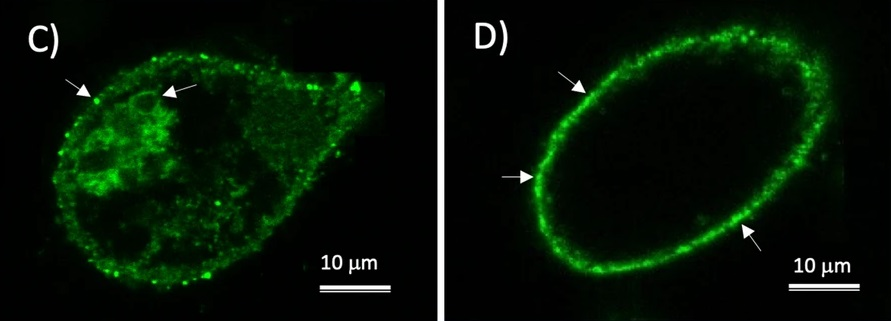
Die Immunofluoreszenzmikroskopie von P. dicentrarchi macht die beiden H^{+}-Pyrophosphatasen sichtbar:
(C): α-rPdVP1, (D): α-KLH-HK.

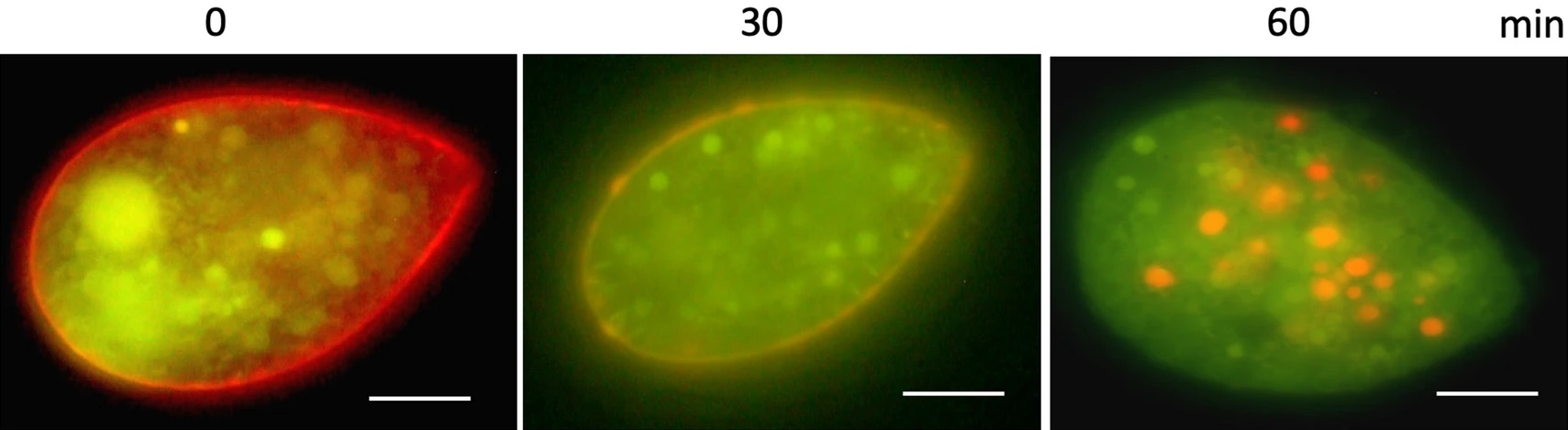
Fluoreszenzmikroskopie von P. dicentrarchi: Eine zunehmende Ansäuerung wird durch die Veränderung der Färbung von grün (nicht angesäuert) zu rot (angesäuert) festgestellt.

Philasterides dicentrarchi gehört zur Gruppe (Unterklasse) der Scuticociliatia, die etwa 20 Arten von Wimpertierchen umfasst, die in der Regel mikrophage (sich per Phagocytose ernährende) Bakterienfresser sind und in eutrophen Lebensräumen (Habitate) in Seen und küstennahen Meeresumgebungen reichlich vorkommen.
Die Wimpertierchen dieser Gruppe zeichnen sich durch eine sog. Scutia aus, eine temporäre kinetosomale Struktur, die während der Stomatogenese (der Entstehung des Zellmunds nach der Zellteilung) vorhanden ist.
Einige Vertreter dieser Gruppe können als Endoparasiten auftreten und schwere Infektionen bei einer Vielzahl von Wirbeltieren (insbesondere Fischen) und Wirbellosen (wie Krebstieren und Stachelhäutern) hervorrufen.
Philasterides dicentrarchi ist eine mikroaerophile (geringe Sauerstoffkonzentrationen bevorzugende) Spezies dieser Gruppe.
Diese Wimpertierchen leben auf dem Meeresboden, an oder unter der Oxykline oder auf dem Monimolimnion (Tiefenwasserbereich meromiktischer Gewässer), wo sie sich normalerweise von Bakterien ernährt.
Trifft der Einzeller jedoch auf einen Wirt, kann er sich jedoch auch wie ein opportunistischer histophager (gewebefressender) Parasit verhalten.
Dem Überleben der Art im Wirt und ihre Fähigkeit zu einem parasitären Lebensstil werden auf Anpassungen des mitochondrialen Stoffwechsels zurückgeführt.
Zu diesen Anpassungen gehören eine zweite terminale Oxidase, die es diesen Wimpertierchen ermöglicht, bei niedrigen Sauerstoffkonzentrationen zu überleben und Energie zu gewinnen, antioxidante Enzyme[18], und Pyrophosphatasen (anorganische Diphosphatasen), die Energie über einen alternativen ATP-Weg als Teil des oxidativen Stoffwechsels (Zellatmung) produzieren können.
Dazu kommt die Fähigkeit in hyposalinen Umgebungen (mit geringem Salzgehalt, siehe Brackwasser) überleben zu können.
Obwohl der Weg des Eindringens in den Wirt unbekannt ist, deuten Ergebnisse experimenteller Infektionsstudien darauf hin, dass diese Wimpertierchen wahrscheinlich über Verletzungen der Kiemen und/oder der Haut Zugang erhalten.
Infizierte Fische zeigen hämorrhagische Geschwüre auf der Haut (insbesondere um den Kiemendeckel herum), reichlich Flüssigkeit in der Bauchhöhle (Aszites), ein- oder beidseitigen Exophthalmus („Glotzauge“) und eine systemische Infektion mit dem Wimpertierchen in Blut, Kiemen, Verdauungstrakt, Leber, Milz, Nieren und Muskulatur.
In der letzten Phase der Infektion gelangen die Wimpertierchen bis zum Gehirn und sorgen für eine Erweichung und Verflüssigung des Gewebes dort.

## Diagnose
Die Diagnose einer Scuticociliose mit P. dicentrarchi beim Wolfsbarsch und Steinbutt basierte ursprünglich in erster Linie auf morphologischen Merkmalen im Zusammenhang mit dem Mundapparat und der Anzahl der Kinetien.
Inzwischen wurde aber deutlich, dass erst der kombinierte Einsatz von morphologischen, biologischen, molekularen und serologischen Techniken für die korrekte Identifizierung der Art erforderlich ist.
P. dicentrarchi wurde zeitweilig (2007–2017) als Juniorsynonym (jüngeres Synonym) der Spezies Miamiensis avidus angesehen, oder zumindest nahe verwandt.
Jüngere physiologische und molekulare Studien haben jedoch gezeigt, dass P. dicentrarchi und M. avidus Stamm Ma/2 (alias ATCC 50180) unterschiedliche Arten sind,
und M. avidus (Isolat PC-U1) der Familie Uronematidae näher steht, Philasterides armatalis (Stamm GF2008062601) aber der Gattung Philaster.

## Therapie
Bislang (Stand Ender der 2010er Jahre) wurden keine wirksamen chemotherapeutischen Maßnahmen zur Bekämpfung der Scuticociliose in der akuten Phase der Krankheit entwickelt.
Es hat sich jedoch gezeigt, dass die Zugabe von Desinfektionsmitteln wie Formalin, Wasserstoffperoxid und Jenoclean zum Meerwasser die Wimperntierchen abtötet.
Auch eine Badebehandlung mit einer Kombination aus Benzalkoniumchlorid und Bronopol hat sich als wirksam erwiesen, um die Fischsterblichkeit zu verringern.
Mehrere Verbindungen mit antiprotozoischer Wirkung (Antiprotozoika), darunter
Niclosamid,
Oxyclozanid,
Bithionolsulfoxid,
Toltrazuril,
N-(2’-Hydroxy-5’-Chlorbenzoyl) 2-chlor-4-Nitroanilin,
Furaltadon,
Doxycyclinhyclat,
Albendazol,
Carnidazol,
Pyrimethamin,
Quinacrin-Hydrochlorid und
Chininsulfat
sind auch gegen P. dicentrarchi wirksam.
Auch Malariamedikamente wie Chloroquin und Artemisinin hemmen in vitro das Wachstum von P. dicentrarchi.
Andere Studien, in denen die Wirkungen mehrerer neuer synthetischer Verbindungen in vitro untersucht wurden, darunter zwei Diazanaphthaline, zwei Pyridothienodiazine und dreizehn Pyridothienotriazine, haben gezeigt, dass alle eine diese Parasiten tötende (parasitizide) Wirkung haben.
Darüber hinaus haben auch mehrere Verbindungen natürlichen Ursprungs in vitro eine antiparasitäre Wirkung gezeigt, darunter
die Polyphenole Mangiferin und (–)-Epigallocatechin-3-gallat (EGCG),
Curcumin,
Resveratrol und
das synthetische Polyphenol Propylgallat.

## Prävention
Es wurden mehrere Serotypen von P. dicentrarchi beschrieben.
Impfstoffe, die entwickelt wurden, enthalten mit Formalin inaktivierte und in Öladjuvantien präparierte hergestellte Trophozoiten zeigen einen guten Schutz gegen den jeweiligen homologen Serotyp. Der induzierte Schutz gegen jeweils andere (heterologe) Isolate scheint jedoch sehr gering oder nicht vorhanden zu sein.

## Forschung
Im Rahmen des von der EU finanzierten Horizont2020-Projekts ParaFishControl wird Forschung zu Philasterides dicentrarchi durchgeführt, die Aspekte der Zellbiologie, Diagnostik, Interaktion mit dem Immunsystem des Wirts, die Suche nach neuen Behandlungsmethoden, Entwicklung von Impfstoffen und Risikoanalysen umfasst.

## Systematik

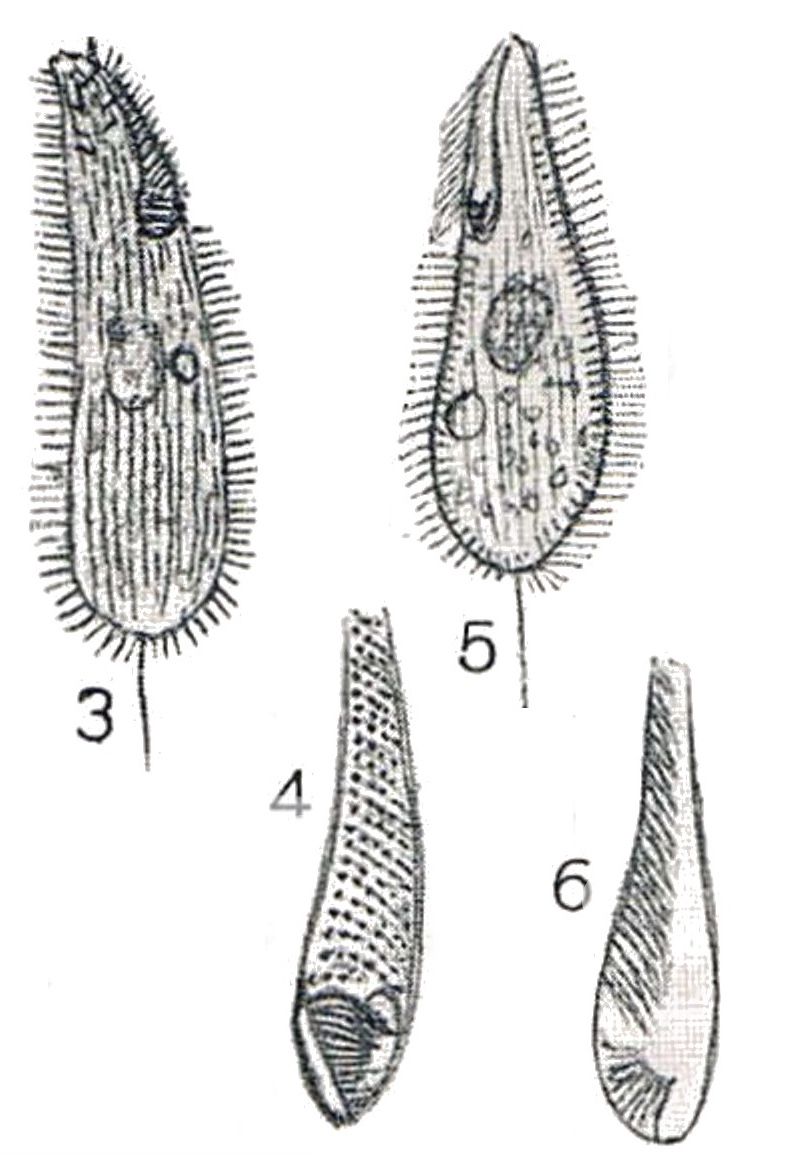
Philasterides armata, 3) ohne Trichozysten, 75 µm; 2) dito, Mundfeld; 3) mit Trichozysten; 4) dito, Mundfeld.

Äußere Systematik: Mitglieder der Gattung Philasterides mit Stand 24. Oktober 2024:
Gattung Philasterides Kahl, 1931(e,G,N,O,T,W)
- Spezies Philasterides armata (Kahl, 1926) Kahl, 1931(e,O,T,W) [Philasterides armatus (Kahl, 1926) Kahl, 1931(G)]
– Typusart(T)
- Spezies Philasterides armatalis Song, 2000(e,G,N,W)[24]
- Spezies Philasterides dicentrarchi A. Dragescoet al., 1995(e,N)[2]

Anmerkungen:
(G)G– Global Biodiversity Information Facility (GBIF)
(e)G– Encyclopedia of Life (eoL)
(N)G– National Center for Biotechnology Information (NCBI) Taxonomy Browser
(O)G– Ocean Biogeographic Information System (OBIS)
(T)G– The Taxonomicon (taxonomy.nl)
(W)L– World Register of Marine Species (WoRMS)